# Puente Cruces
El Puente Cruces es un viaducto que se encuentra ubicado en la Región de los Ríos, atravesando el río homónimo, unificando vía terrestre a la ciudad de Valdivia con la zona costera de Niebla, de igual forma, al sector de Isla Teja con la ruta T-350 del sector Torobayo. También conecta con una zona de humedales ubicado en Chorocamayo. El puente no solo sirve para el paso de vehículos, sino también como punto de referencia para los habitantes y visitantes.
Posee 455 metros de longitud, compuesto de hormigón armado y acero, y se divide en 13 tramos de 35 metros cada uno. El Puente Cruces tiene una estructura con cepas que tienen gran profundidad, sobre pilotes de hasta 3 metros de diámetro y 18 metros de profundidad. Tal estructura tuvo un costo de $368.869.497 millones de pesos chilenos de la época, una importante inversión para la comunidad. (Santiesteban, 2022).
Su construcción comenzó el 7 de diciembre de 1984 y finalizó el 15 de febrero de 1987 para ser inaugurado el 1 de mayo del mismo año, donde se invitó al exmandatario Augusto Pinochet, quien cortó la cinta tradicional y posteriormente lo recorrió en una ceremonia donde estuvieron las autoridades de aquella época y la prensa regional. (Santiesteban, 2022).

## Historia

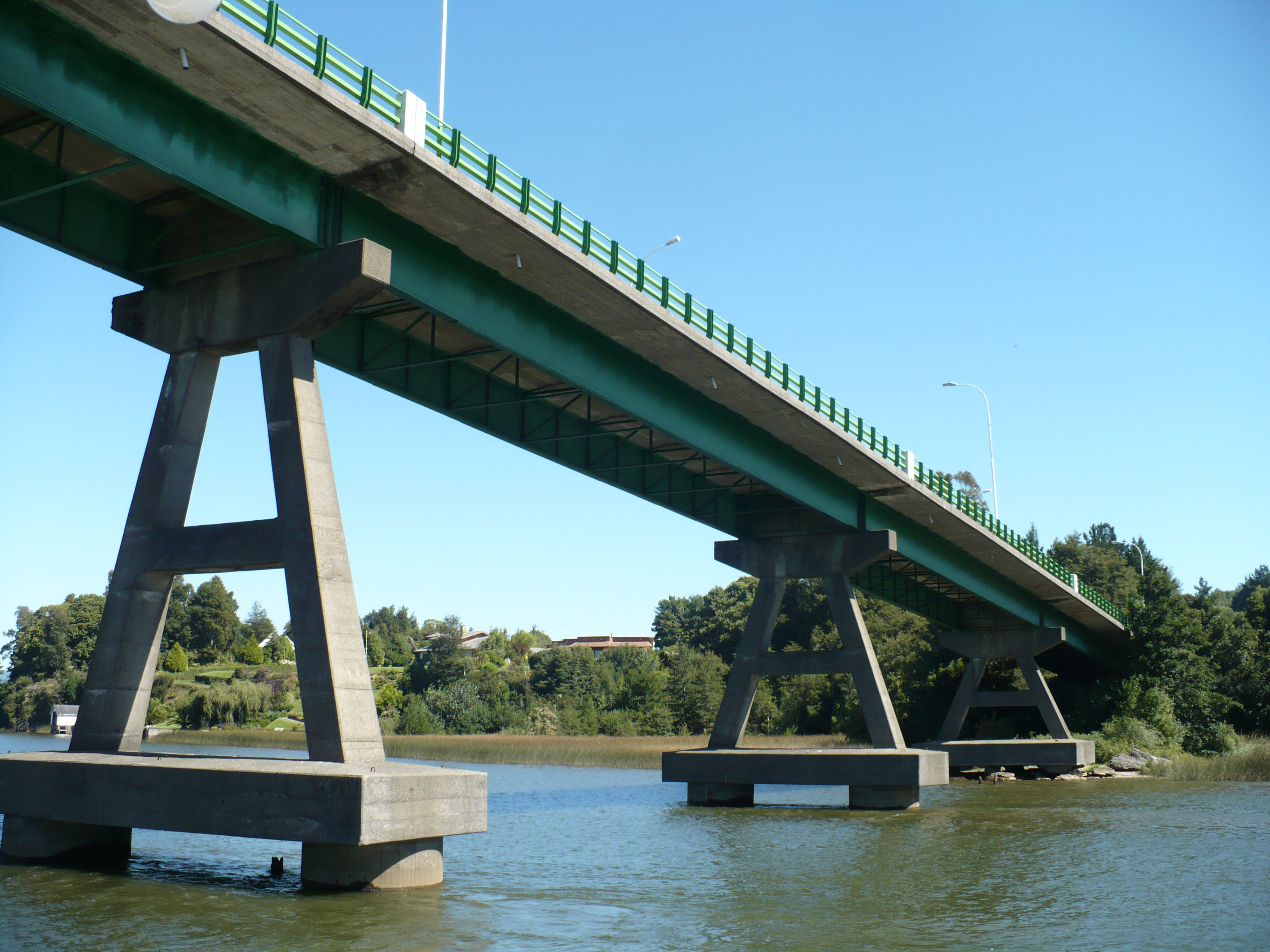
Puente Cruces con vista hacia la Costa

Con la finalidad de unificar el territorio, las autoridades de la época impulsan la construcción del Puente Cruces, así es como en 1987, se inaugura este puente, facilitando así el transporte entre Valdivia y la costa, lo que permite dejar atrás el balseo y el trayecto por vía acuática hacia las zonas costeras, permitiendo una forma más segura y expedita de circulación entre ambos sectores. 
Gracias a la construcción de este puente se logra unificar a la ciudad con las localidades costeras como Niebla, Los Molinos y Curiñanco, lo que trae consigo transformaciones económicas, al constituirse como una ruta más expedita de comercio, se reconfiguró el espacio geográfico de Valdivia, y se abrió paso al desarrollo turístico local, al igual que en los sectores como Corral y Torobayo. Según Espinoza et al. (2016) "La construcción del Puente Cruces, tiene un gran impacto tanto en la ciudad como en la configuración de su propio Plan Regulador, catalizando así una nueva y amplia zona urbana" (p. 15). 

## Infraestructura

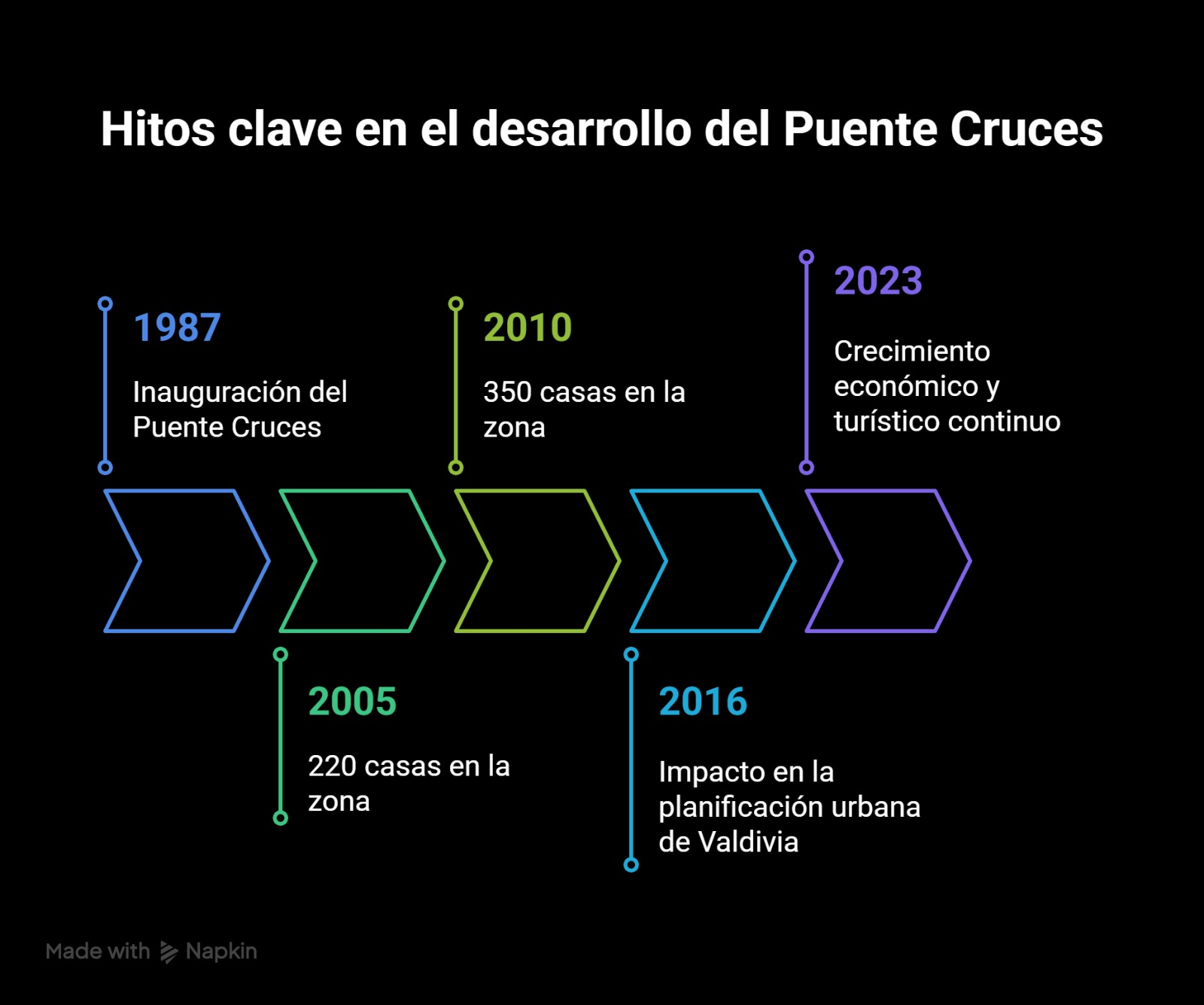

El Puente Cruces se considera como uno de los más importantes y principales de la comuna de Valdivia, en cuanto a dimensiones y longitudes entra en la categoría de puentes de Chile mayores (Marguirott et al., 2014). Cuenta con una infraestructura mixta que una losa de hormigón armado con vigas de acero tipo doble T. la losa presenta un espesor variable entre 0,225 m y 0,31 m, y se apoya sobre 13 tramos de 35 metros cada uno. Tiene una calzada bidireccional de 8 metros y pasillos de 1,20 metros. Las vigas están separadas por 5,5 metros, y tienen una altura de 1.800 mm. (Marguirott et al., 2014). 
La base del puente está formada por dos estribos y 12 pilas. Los estribos se apoyan sobre los pilotes, y las pilas usan pilotes o grandes cilindros según qué tan profundo este el río en ese sector. Todas estas estructuras están enterradas al menos a 18 metros en el suelo para darle firmeza y estabilidad al puente, incluso en terrenos difíciles. La estructura completa del puente combina elementos de gran resistencia al entorno geográfico del río Cruces (González, 2013). 

## Efectos en la economía y el turismo
Desde el punto de vista económico, la construcción del puente Cruces provocó un aumento significativo en la población y en la venta de terrenos. La mejor conectividad atrajo inversiones inmobiliarias y motivó la urbanización de zonas que antes eran rurales. Esto generó un dinamismo en la parcelación y en la apertura de nuevos caminos, transformando el entorno de manera sostenida a lo largo del tiempo.
“En cuanto a la evolución de la cantidad de viviendas, estas pasaron de 220 en el año 2005 a 350 en 2010. Durante el inicio de dicho periodo se registró en el sector una serie de urbanizaciones de alto estándar, como Los Notros (1995), Los Silos de Torobayo (2003) y Altos del Cruces (2004), pero también se registraron parcelaciones, subdivisiones y loteos que dieron cuenta de un mayor dinamismo inmobiliario y de construcción de caminos interiores” (Marchant, et al., 2023).
En cuanto al turismo, al año siguiente de la inauguración del puente se realizó la primera Feria Costumbrista y Gastronómica de Niebla, impulsada por Marcela y Romilio Sandoval. Gracias al fácil acceso, el evento atrajo a un gran número de visitantes y marcó un antes y un después para la actividad turística en la zona. La feria se consolidó como un hito cultural que promovió el desarrollo local y fortaleció a la zona costera de Niebla (Santiesteban, 2022).